# Aero Mongolia
Aero Mongolia es una aerolínea con base en Ulán Bator, Mongolia. Su base de operaciones principal es el Aeropuerto Internacional Gengis Kan.

## Historia
La aerolínea fue fundada en 2001 y comenzó a operar el 25 de mayo de 2003. Tiene 130 empleados (en febrero de 2010). Recibió su primer Fokker 50 en mayo de 2003 y el primer Fokker 100 en enero de 2006. Con la llegada del Fokker 100, Aero Mongolia operó su primer vuelo a Corea del Sur. Aero Mongolia alquiló otro Fokker 100 en junio de 2006. A finales de 2006 la aerolínea inauguró un vuelo directo a Tianjin, China, aunque fue cancelado poco después.
El 31 de octubre de 2007, las autoridades de aviación mongolas suspendieron temporalmente los vuelos de Aero Mongolia tras diversos fallos de seguridad. Sin embargo, en el primer trimestre de 2008 Aero Mongolia vio devuelta su licencia de vuelos de cabotaje. 
Las operaciones de la aerolínea fueron temporalmente suspendidas desde enero a mayo de 2009.
A partir de diciembre de 2024, cuenta con más de 200 empleados y opera vuelos regulares a cuatro destinos internacionales, incluidos Seúl, Tokio, Hohhot y Hanoi. También ofrece vuelos chárter a Jeju, Yangyang (Corea del Sur), Phú Quốc, Đà Nẵng y Nha Trang. La aerolínea utiliza una flota moderna de dos aviones Airbus A319 a partir de 2024.
Como parte de su plan de modernización de la flota, retiró sus aviones Fokker 50 y Fokker 100 en 2018, seguido del retiro de dos aviones Embraer ERJ 145 en 2023. Después de fusionarse con el Grupo Monnis en junio de 2007, Aero Mongolia emprendió importantes medidas para fortalecer su gestión, estabilizar su posición financiera y mejorar la seguridad de los vuelos. Estos esfuerzos han respaldado el continuo crecimiento de la aerolínea y su expansión hacia nuevos mercados.

## Destinos
Aero Mongolia opera a los siguientes destinos (en julio de 2024):
| Países        | Destinos         | Aeropuertos                              | Notas   |
| ------------- | ---------------- | ---------------------------------------- | ------- |
| China         | Hohhot           | Aeropuerto Internacional de Hohhot Baita |         |
| Corea del Sur | Jeju             | Aeropuerto Internacional de Jeju         | Chárter |
| Corea del Sur | Seúl             | Aeropuerto Internacional de Incheon      |         |
| Corea del Sur | Gangneung/Sokcho | Aeropuerto Internacional de Yangyang     | Chárter |
| Japón         | Tokio            | Aeropuerto Internacional de Narita       |         |
| Filipinas     | Manila           | Aeropuerto Internacional Ninoy Aquino    |         |
| Mongolia      | Ulán Bator       | Aeropuerto Internacional Gengis Kan      | HUB     |
| Vietnam       | Đà Nẵng          | Aeropuerto Internacional de Đà Nẵng      | Chárter |
| Vietnam       | Hanoi            | Aeropuerto Internacional de Nội Bài      |         |
| Vietnam       | Nha Trang        | Aeropuerto de Cam Ranh                   | Chárter |
| Vietnam       | Phú Quốc         | Aeropuerto Internacional de Phú Quốc     | Chárter |

## Flota

### Flota actual
La flota de Aero Mongolia incluye las siguientes aeronaves:
| Aeronaves       | En servicio | Pedidos | Pasajeros (clase única)                            | Matrículas                                         | Antigüedad                                         |
| --------------- | ----------- | ------- | -------------------------------------------------- | -------------------------------------------------- | -------------------------------------------------- |
| Airbus A319-100 | 2           | —       | 143                                                | JU-1188                                            | 19,8 años                                          |
| Airbus A319-100 | 2           | —       | 141                                                | JU-1199                                            | 15,7 años                                          |
| Total           | 2           | —       | Edad media de la flota (enero de 2025): 17,8 años. | Edad media de la flota (enero de 2025): 17,8 años. | Edad media de la flota (enero de 2025): 17,8 años. |

### Flota histórica
| Aeronaves       | Total | Introducido | Retirado | Matrículas                          |
| --------------- | ----- | ----------- | -------- | ----------------------------------- |
| Embraer ERJ-145 | 2     | 2018        | 2024     | JU-1800 y JU-1802                   |
| Fokker 50       | 4     | 2003        | 2018     | JU-8250, JU-8251, JU-8257 y JU-8258 |
| Fokker 100      | 2     | 2005        | 2011     | JU-8428 y JU-8452                   |